# Stiepan Artiomienko
Stiepan Jelizarowicz Artiomienko (ros. Степан Елизарович Артёменко, ur. 9 stycznia?/22 stycznia 1913 we wsi Racułowo w obwodzie odeskim, zm. 5 maja 1977 w Odessie) – radziecki wojskowy, pułkownik, dwukrotny Bohater Związku Radzieckiego (1945).

## Życiorys
Urodził się w ukraińskiej rodzinie chłopskiej. W 1927 skończył szkołę, od 1935 służył w Armii Czerwonej, później pracował w organach NKWD, w 1941 został członkiem WKP(b). Od sierpnia 1941 walczył w wojnie z Niemcami, m.in. pod Charkowem, później w bitwie pod Stalingradem, pod Kurskiem, w zachodniej Ukrainie, Polsce. W styczniu 1945 wyróżnił się w walkach na zachodnim brzegu Wisły i o Sochaczew jako dowódca batalionu 447 pułku piechoty 397 Dywizji Piechoty 61 Armii 1 Frontu Białoruskiego. Później walczył w Pile, nad Odrą i w Berlinie, gdzie został ciężko ranny. Po wojnie ukończył kursy doskonalenia oficerów i służył w Odessie, otrzymał stopień pułkownika.

## Odznaczenia
- Złota Gwiazda Bohatera Związku Radzieckiego (dwukrotnie - 27 lutego 1945 i 31 maja 1945)
- Order Lenina (27 lutego 1945)
- Order Czerwonego Sztandaru (dwukrotnie)
- Order Aleksandra Newskiego
- Order Wojny Ojczyźnianej I klasy
- Order Czerwonej Gwiazdy
- Medal „Za zasługi bojowe”
- Medal „Za Odwagę”
- Medal jubileuszowy „W upamiętnieniu 100-lecia urodzin Władimira Iljicza Lenina”
- Medal „Za zwycięstwo nad Niemcami w Wielkiej Wojnie Ojczyźnianej 1941–1945”
- Medal „Za obronę Stalingradu”
- Medal „Za wyzwolenie Warszawy”
- Medal „Za zdobycie Berlina”
- Medal „Weteran pracy”
- Medal jubileuszowy „Dwudziestolecia zwycięstwa w Wielkiej Wojnie Ojczyźnianej 1941–1945”
- Medal jubileuszowy „Trzydziestolecia zwycięstwa w Wielkiej Wojnie Ojczyźnianej 1941–1945”
- Medal jubileuszowy „Czterdziestolecia zwycięstwa w Wielkiej Wojnie Ojczyźnianej 1941–1945”
- Medal jubileuszowy „30 lat Armii Radzieckiej i Floty”
- Medal jubileuszowy „50 lat Sił Zbrojnych ZSRR”